# Trautenklinge
Die Trautenklinge ist eine weniger als einen Kilometer lange Waldklinge unterhalb des Dorfes Sindringen der Kleinstadt Forchtenberg im Hohenlohekreis im nördlichen Baden-Württemberg. Der sie durchfließende Bach mündet von rechts und Norden in den EVS-Kanal nach Ohrnberg neben dem unteren Kocher.

## Geographie

### Verlauf
Der Bach durch die Trautenklinge entsteht etwa 800 Meter ostnordöstlich des Weiler Äußerer Pfitzhof der Gemeinde Jagsthausen auf etwa 258 m ü. NHN neben der L 1050 Jagsthausen-Sindringen in einer schon merklich eingefurchten Talkerbe, die zunächst südwestwärts läuft. Oberhalb zieht neben der Landesstraße schon etwa einen Viertelkilometer lang ein Seitengraben her, in welchem allerdings selten Wasser fließt. Von seiner gewöhnlichen Quelle an führt der zunächst wenig geschlungene Bach mit unter einem Meter breitem Bett ebenfalls nicht immer Wasser. Nach etwa 200 Metern neben der von nun ab bis fast zur Mündung am linken Unterhang begleitenden Landesstraße mündet im Bereich der schmalen Wiesenaue Pfitzinger Teich von Norden eine etwa ebenso lange rechte Obertalmulde zu, in deren Talmitte ein kurzer Graben anscheinend nur selten Wasser führt.
Dort kehren sich Talmulde und Bach nach Südosten und dieser tritt nach 200 Metern in den Talwald der Trautenklinge ein. Weniger als 200 Meter weiter im Wald läuft aus dem Nordosten eine etwa einen Viertelkilometer lange bewaldete Nebenklinge zu, die zwischen den Feldern des Heubergs einsetzt. Das schuttreiche Bett des am Zufluss auf südlichen Lauf wechselnden Baches ist nun bis sechs Meter breit und an manchen Stellen mit Quermauern verbaut, die aber mehr und mehr verfallen. Zuweilen stehen kleine Felswände über dem Bach. Unterhalb der genannten Klingengabel erfährt der Bach zeitweise Zufluss von einer Hangquelle. Weniger als 400 Meter nach der Gabel mündet der Bach auf etwa 183 m ü. NHN von rechts in den EVS-Kanal, der hier am Hangfuß des Jagsttales verläuft.
Der Bach endet damit nach einem etwa 0,9 km langen Lauf mit mittlerem Sohlgefälle von rund 83 ‰ etwa 75 Höhenmeter unter seinem gewöhnlichen Ursprung.

### Einzugsgebiet
Durch die Trautenklinge entwässert ein 1,0 km² großes Teilgebiet des Naturraums der Kocher-Jagst-Ebenen. Der kleinere Teil um die Klinge selbst liegt im Unterraum Unteres Kochertal des Kochertal, der obere im Osten zum Unterraum Schöntaler Buchwald, im Westen zum Unterraum Hardthäuser Wald der Westlichen Kocher-Jagst-Ebenen. Dort erreicht an seiner Westspitze das Gebiet mit etwa 308 m ü. NHN am Rand des Waldsporns Wüstenzweiflingen seine größte Höhe.
Jenseits der nördlichen Wasserscheide laufen nur recht kurze Bäche zur Jagst, die am nächsten Punkt nur einen Viertelkilometer von der Scheide entfernt ist; die Trautenklinge liegt fast genau auf der Verbindungslinie der beiden Punkte am Flusslauf, wo sich Kocher und Jagst mit nur etwa 1,5 km Abstand am nächsten kommen. Im Osten konkurriert der Engelbach südwärts zum selben EVS-Kanal, in den kurz danach auch die Trautenklinge entwässert. Im Westen fließt ein wiederum nur kurzer Klingenbach südwärts und nunmehr abwärts von dieser in den Kanal.
Das obere und mittlere Einzugsgebiet ist bis auf eine winzige Waldinsel offen und wird überwiegend beackert, im unteren steht im Klingeneinschnitt und rechtsseits bis auf den flacheren oberen Hangabschnitt hinauf Wald.
Der bis zum Oberlauf reichende nordwestliche Anteil gehört zur Gemeinde Jagsthausen, dessen Weiler Äußerer Pfitzhof und ein Teil von dessen Weiler Mittlerer Pfitzhof auf der Wasserscheide stehen, während der südöstliche Anteil in der Sindringer Stadtteilgemarkung von Forchtenberg liegt. Diese ist völlig unbesiedelt, denn der Hof Neuzweiflingen oder Trautenhof steht zwar in baulichem Kontakt zum Äußeren Pfitzhof, aber just jenseits der Scheide.

## Geologie
Höchste mesozoische Schicht im Einzugsgebiet ist ein Randstreifen von Gipskeuper (Grabfeld-Formation) entlang der nordöstlichen Wasserscheide. Der Bach entspringt eine Schicht tiefer im Lettenkeuper (Erfurt-Formation) und wechselt bald in den Oberen Muschelkalk, der in der Klinge bis hinunter zur Mündung ansteht.
Diese älteren Schichten sind in einer Zone nahe der nördlichen Wasserscheide mit quartär abgelagerten Lösssediments überdeckt. In der rechten Oberlaufmulde beginnt früh ein holozänes Schwemmlandband, in der linken erst tiefer, das sich dann durch die Klinge bis zur Mündung hinabzieht, wo der Bach jenseits des heute aufnehmenden Kanals zum Kocher zu eine kleine Schwemmfächer-Nase abgelagert hat. Auf den Muschelkalkhängen liegt Hangschutt.
Kurz vor dem Ende der Klinge wird diese von einer Nordwest-Südost streichenden Störungslinie gequert, die Teil des Störungsbündels des jenseits des Kochers entlang dem Sall-Tal weiterlaufenden tektonischen Grabens ist; ihre Tiefscholle liegt zum oberen Einzugsgebiet zu.
In der unteren Klinge liegt links über der Steigenstraße am oberen Heuberg-Hang ein alter Muschelkalkbruch mit 10 Meter hoher felsiger Abbauwand.

## Natur und Schutzgebiete
Das Naturschutzgebiet Vogelhalde Sindringen-Ohrnberg im Jagsttal und an dessen Hängen reicht über den rechten Schluchthang in die Trautenklinge herein bis an den Bachlauf und teilweise noch weiter bis zur mittleren Höhe des linken Schluchthangs.

## Geschichte
Auf der nördlichen Wasserscheide verläuft die Trasse der Hohen Straße zwischen Kocher und Jagst, eines schon vorgeschichtlichen Höhenweges zwischen den beiden Flüssen, nach dem wohl das dortige Gewann Straßenschlag benannt ist. Heute läuft auf der Wasserscheide ein Abschnitt der K 2017 vom Trautenhof von Forchtenberg im Westen zu dessen Teichhof im Osten.

### LUBW
Amtliche Online-Gewässerkarte mit passendem Ausschnitt und den hier benutzten Layern: Bachlauf durch die Trautenklinge und deren Einzugsgebiet

Allgemeiner Einstieg ohne Voreinstellungen und Layer: Daten- und Kartendienst der Landesanstalt für Umwelt Baden-Württemberg (LUBW) (Hinweise)
1. ↑  Name Trautenklinge nach dem Layer Geschützte Biotope.
2. 1 2 3  Höhe nach dem Höhenlinienbild auf dem Hintergrundlayer Topographische Karte.
3. ↑  Länge nach dem Layer Gewässernetz (AWGN), ergänzt um ein kleines, auf der Gewässerkarte nicht berücksichtigtes Anfangsstück, das auf dem Hintergrundlayer Topographische Karte abgemessen wurde.
4. ↑  Einzugsgebiet nach dem Layer Basiseinzugsgebiet (AWGN).
5. 1 2  Schutzgebiete nach den einschlägigen Layern, Natur teilweise nach dem Layer Geschützte Biotope.
6. ↑  Alter Steinbruch nach den einschlägigen Layern, Natur teilweise nach dem Layer Geschützte Biotope.

### Andere Belege
1. ↑  Wolf-Dieter Sick: Geographische Landesaufnahme: Die naturräumlichen Einheiten auf Blatt 162 Rothenburg o. d. Tauber. Bundesanstalt für Landeskunde, Bad Godesberg 1962. → Online-Karte (PDF; 4,7 MB)
2. ↑  Geologie nach den Layern zu Geologische Karte 1:50.000 auf: Mapserver des Landesamtes für Geologie, Rohstoffe und Bergbau (LGRB) (Hinweise)